# Velika Pirešica
Velika Pirešica este o localitate din comuna Žalec, Slovenia, cu o populație de 400 de locuitori.